# بخش ضیاءآباد
بخش ضیاءآباد از جمله بخش های قدیمی استان قزوین که در سال ۱۳۱۶ با نوشتن اولین قانون تقسیمات کشوری به بخش تبدیل گردید.

## تقسیمات کشوری
- بخش ضیاءآباد
  - دهستان دودانگه سفلی
  - دهستان دودانگه علیا

شهرها: ضیاآباد

## جمعیت
بنابر سرشماری مرکز آمار ایران، جمعیت بخش ضیاء آباد شهرستان تاکستان در سال ۱۳۸۵ برابر با ۲۱۴۹۹ نفر بوده است.